# Burg Ried im Innkreis
Die Burg Ried ist eine abgegangene Höhenburg auf dem Schlossberg der Stadt Ried im Innkreis in Oberösterreich.

## Geschichte
Die erste Erwähnung des castrum Ried erfolgte 1220, jedoch nannten sich der Edle Reginger von Ried und sein Bruder Wernhard, Söhne Pilgrims von Bodenhofen (Gemeinde Sankt Marienkirchen bei Schärding), bereits seit ca. 1140 neben Bodenhofen auch nach Ried, das zu dieser Zeit wohl noch ein Herrenhof war. Sie waren Enkel Albuins I. von der Burg Stein und waren Schirmvögte des Klosters Reichersberg. Die Herren von Ried sterben als Edelfreie um 1170 aus, setzen sich aber als Babenberger Ministeriale von Staatz im Weinviertel fort. 1248 gelangte Ried in den Besitz der bayerischen Herzöge, die Burggrafen als Verwalter einsetzen. In der ersten Hälfte wurde Ried zum Schutze gegen die Muhringer von Eberschwang weiter ausgebaut. 1292 scheint hier ein Heinrich von Aham auf. 1310 wurde die Burg bei der Übergabe an die Österreicher in Brand gesteckt. Nach dem Wiederaufbau 1364 wurden die Burg und der Markt von Herzog Rudolf IV. von Österreich verwüstet. 1369 wurde mit dem Wiederaufbau begonnen. Weitere Nachrichten von der Burg Ried stammen erst wieder aus der Zeit der Bauernkriege. 1628 wurden Feste und Markt belagert. 1641 kommt Ried an Hans von Tattenbach. Im Spanischen Erbfolgekrieg war Ried umkämpft und wurde von General Gronsfeld 1704 unter Hilfe des Freiherrn von Hoheneck besetzt. Als Verteidiger wird Rittmeister Graf von Cernin genannt. Die Burg Ried wurde dabei Großteils zerstört und unbewohnbar gemacht.
Um 1780 war die Festung nur mehr ein zweigeschoßiger Hausstock. Als weitere Besitzer werden ein Herr von Zenger und ein Marleitner genannt. Im Friede von Teschen wird Ried 1779 österreichisch. 1809 schlug Napoleon Bonaparte hier sein Quartier auf. Zwischen 1810 und 1816 war das bayerische Landgericht im Schloss untergebracht. 1815 brach der Steg vom Merkt her zusammen. 1816 wird Ried wieder österreichisch. Nach Auflösung des Innkreisamtes übernahm die Bezirkshauptmannschaft 1849 die Burg.

## Burg Ried heute
Wie auf dem Stich von Michael Wening von 1721 zu erkennen ist, war die Burg ein dreigeschoßiger Bau mit zwei weiteren Dachgeschoßen, bestehend aus einem Haupt- und einem Nebengebäude. Der Rieder Schlossberg war nach Süden durch einen Bergabfall und eine Mauer gesichert und mit einer Brücke mit dem Markt verbunden. Nach verschiedenen Zerstörungen (1704) blieb von der Burganlage nur mehr ein zweigeschoßiger Hausstock übrig. 1902 wurde die Burganlage von der Stadtgemeinde Ried, nachdem die k. u. k. Bezirkshauptmannschaft auf den Hauptplatz übersiedelt war, angekauft und in ein Krankenhaus umgewandelt. Der Schlossberg ist heute zum großen Teil durch diverse Gebäude des Krankenhauses bebaut, das von den Barmherzigen Schwestern geleitet wird. Von der ehemaligen Burg ist heute nichts mehr vorhanden.